# 2011-es Gent–Wevelgem-kerékpárverseny
A 2011-es Gent–Wevelgem-kerékpárverseny a 73. volt 1934 óta az itt szervezett versenyek sorában. 2011. március 27-én rendezték meg. A verseny része a 2011-es UCI World Tournak. Elsőként Tom Boonen haladt át a célvonalon, őt követte Daniele Bennati és Tyler Farrar.

## Csapatok
A 18 World Tour csapaton kívül 7 csapat kapott szabadkártyát, így alakult ki a 25 csapatos mezőny.
ProTour csapatok:
 AG2R La Mondiale ·   Astana ·   Movistar ·   Euskaltel–Euskadi ·   Garmin–Cervelo ·   Lampre–ISD ·   Liquigas–Cannondale ·   Omega Pharma–Lotto ·   Quick Step ·   Rabobank ·   HTC-Highroad ·   Katyusa ·   BMC Racing Team ·   Saxo Bank SunGard ·   Sky Procycling ·  Team Leopard-Trek ·  Team RadioShack ·  Vacansoleil
Profi kontinentális csapatok:
 Team Europcar ·   FDJ ·   Landbouwkrediet ·   Skil-Shimano ·   Topsport Vlaanderen–Mercator ·   Cofidis ·   Veranda's Willems-Accent

## Végeredmény
|    | Versenyző              | Csapat             | Idő                 |
| -- | ---------------------- | ------------------ | ------------------- |
| 1  | Tom Boonen (BEL)       | Quick Step         | 4:35:00             |
| 2  | Daniele Bennati (ITA)  | Team Leopard-Trek  | 4:35:00 (+00:00:00) |
| 3  | Tyler Farrar (USA)     | Garmin-Cervelo     | 4:35:00 (+00:00:00) |
| 4  | André Greipel (GER)    | Omega Pharma-Lotto | 4:35:00 (+00:00:00) |
| 5  | Lloyd Mondory (FRA)    | AG2R La Mondiale   | 4:35:00 (+00:00:00) |
| 6  | Mitchell Docker (AUS)  | Skil-Shimano       | 4:35:00 (+00:00:00) |
| 7  | Bernhard Eisel (AUT)   | HTC-Highroad       | 4:35:00 (+00:00:00) |
| 8  | Kristof Goddaert (BEL) | AG2R La Mondiale   | 4:35:00 (+00:00:00) |
| 9  | Lars Boom (NED)        | Rabobank           | 4:35:00 (+00:00:00) |
| 10 | Baden Cooke (AUS)      | Saxo Bank SunGard  | 4:35:00 (+00:00:00) |

## Külső hivatkozások
- Hivatalos honlap Archiválva 2011. február 7-i dátummal a Wayback Machine-ben